# Belmont-Tramonet
Belmont-Tramonet è un comune francese di 559 abitanti situato nel dipartimento della Savoia della regione dell'Alvernia-Rodano-Alpi.

## Storia
Da Belmont-Tramonet, epoca romana, passava la via delle Gallie, strada romana consolare fatta costruire da Augusto per collegare la Pianura Padana con la Gallia.

## Società

### Evoluzione demografica
Abitanti censiti